# Куприянов, Александр Кириллович
Александр Кириллович Куприянов — советский хозяйственный и государственный деятель, лауреат Государственной премии СССР за выдающиеся достижения в труде.

## Биография
Родился в 1949 году в посёлке Хрустальном. Член КПСС.
В 1965—1968 — фрезеровщик, буровой рабочий геологоразведочной экспедиции.
В 1968—1970 — военнослужащий Советской армии.
В 1970—1990 — забойщик, проходчик, бригадир проходческой бригады рудника «Юбилейный» Хрустальненского горно-обогатительного комбината Приморского края
За большой личный вклад в повышение производительности работы металлургического и горнодобывающего оборудования был в составе коллектива удостоен Государственной премии СССР за выдающиеся достижения в труде 1984 года.
Депутат Верховного Совета СССР 11-го созыва. Делегат XXVI и XXVII съездов КПСС.
Умер в 1992 году в Кавалерове.

## Награды
- Орден Ленина
- Орден Знак Почёта